# 야쿠노정
야쿠노정(일본어: 夜久野町)은 일본 교토부의 서복부 아마타군에 속해있던 정이다. 2006년 1월 1일, 후쿠치야마시에 편입되어 야쿠노정역은 「후쿠치야마시 야쿠노정」이 되었다.

## 위치
교토부 서북부에 위치해, 동쪽은 교토부 후쿠치야마시, 서쪽은 효고현 아사키시 와다야마정·야마히가시정, 남쪽은 효고현 단바시 아오가키정, 북쪽은 효고현 도요오카시 단토정에 접하고 있었다. JR산인 본선과 국도 9호선이 동서로 연장된다. 마을의 동부를 자오선(동경 135도선)이 지나가, 「시간의 마을」이라고 칭하고 있었다.

## 역사
나라시대 말기와 헤이안시대 초기부터 야쿠고로서 향이 확립되어 있었다.
- 1871년 - 폐번치현에 의해 후쿠치야마 현이 되었고, 같은 해 아마타군은 도요오카현에 편입된다.
- 1876년 - 도요오카현이 폐지되어 야쿠노는 교토부가 된다.
- 1889년 - 4월 1일 - 정촌제가 시행되어 가미야쿠노촌(구 이타뉴·나오미·히라노촌), 나카야쿠노촌(구 스에키·다카우치·오구라·오아부라코촌), 시모야쿠노촌(구바타·이마니시나카·치하라·이타·누카타촌)이 탄생한다.
- 1911년 - 10월 25일 - 국유 철도 반포선의 지선(다음해 1912년에 산인 본선에 편입)으로서 와다야마역~후쿠치야마역의 철도 개통. 야쿠노정 영역에는 시모야쿠노역, 가미야쿠노역이 놓여졌다.
- 1918년 - 스페인 독감의 대유행으로 야쿠노에서도 다수의 사망자가 발생함
- 1944년 - 도시에서 초등학생 집단 소개가 시작된다.
- 1956년 10월 - 시모야쿠노촌과 나카야쿠노촌이 합병해 야쿠노정이 탄생.
- 1958년 11월 11일 - 야쿠노정의 오아부라코·오구라 지구가 가미야쿠노무라에 편입
- 1959년 1월 1일 - 가미야쿠노촌과 구야쿠노정이 합병해, 재차 야쿠노정이 탄생(인구 9,132명, 1,870세대).
- 1959년 9월 - 이세 만 태풍이 내습해, 큰 피해를 당한다.
- 1961년 - 제2 무로토 태풍이 내습해, 큰 피해를 당한다.
- 1983년 - 정제 시행 25주년 기념식 개최.
- 1988년 - 정제 시행 30주년 기념식 개최.
- 1993년 - 정제 시행 35주년 기념식 개최, 호료·류세이 중학교를 통합해 야쿠노 중학교가 된다.
- 1996년 - 야쿠노 고원에서 온천 굴착 개시.
- 1998년 - 마을 제도 시행 40주년 기념식 개최.
- 1999년 - '농장의 고야쿠노'가 오픈.
- 2003년 - 후쿠치야마시·미와마치·야쿠노정·오에정의 1시 3정 법정 합병 협의회를 설치.
- 2005년 - 후쿠치야마시·미와마치·야쿠노정·오에정의 1시 3정 합병 협정에 조인.
- 2006년 1월 1일 - 오에정, 산와정, 후쿠치야마시와 합병(후쿠치야마시에의 편입), 같은 날 야쿠노정 폐지. 당초는 2005년 3월 예정이었지만, 오에정, 후쿠치야마시를 중심으로 한 태풍 23호의 피해(2004년 10월: 우리 마을도 과거 50년간 최대의 피해)로 인해 크게 늦어진다.합병 협의회장(당시·후쿠치야마 시장)의 병사직(후에 사망)에 의한 선거도 지연의 원인으로 여겨진다. 특필해야 할 것은 주민들 사이로부터 주민투표 조례 제정 청구(주민의 62%의 서명)의 움직임이 있던 것이다(합병에 대해서는, 아래 참조)

## 인구
- 2005년 11월 30일 현재 4,721명(세대수 1,666호)

## 경제
마을 주민 대부분이 후쿠치야마시 방면으로 출퇴근, 통학하고 있어 후쿠치야마시와의 경제적 연계가 강하다. 그러나 후쿠치야마시까지는 거리로는 약 25km, 시간으로는 약 30분(자동차의 경우)이 걸리기 때문에, 가미지구를 중심으로 그 절반 거리인 효고현 아사이시 방면으로 출퇴근, 쇼핑을 하는 경우가 늘고 있다.

## 통신
인터넷 환경은 NTT의 FLET'S ADSL과 ISDN 연결이 가능하다. FLET'S ADSL은 8M과 1.5M만 제공되며, 다른 ADSL, 광섬유 등의 확장 예정 지역에도 포함되지 않았다. 후쿠치야마시가 추진하고 있는 난시청 대책으로 광도입이 계획되어 있지만, 높은 이용요금과 낮은 서비스가 눈에 띈다.

## 교육
- 세이카 초등학교
- 메이세이 초등학교
- 이쿠에이 초등학교
- 야쿠노 중학교
  - 위 학교들은 2013년 초중고 통합학교인 후쿠치야마시 야쿠노학원으로 통합되었다.

## 교통

### 철도
정 내에는 서일본 여객철도 산인 본선이 지나가고 있으며, 가미야쿠노역과 시모야쿠노역이 있다. 특히 가미야쿠노역 주변은 야쿠노 고원의 중턱에 위치하기 때문에 오르막과 내리막이 급경사가 이어진 난코스였다. 현재는 JR 후쿠치야마선, 산인본선의 전철화에 따라 교토, 오사카, 기노사키 방면으로 가는 것이 훨씬 편리해졌다. 단, 가미야쿠노역과 시모야쿠노역은 모두 무인역으로 특급열차는 정차하지 않는다.

## 교통
산인 본선과 거의 평행하게 국도 9호선이 지나고 있으며, 니혼카이 측과 게이한신을 연결하는 동맥으로 교통량도 많지만, 한편으로는 인도가 미정비된 곳(나카지구 히키지 등)도 있어 보행자나 자전거는 위험을 동반한다. 또한, 겨울에는 적설량이 다소 많아 교통에 지장을 초래하는 경우가 많다. 산간부(마을 북부=이타노이타카시-북부, 나오미시-북부, 하타카시 등)에서는 적설량이 1미터를 넘는 경우도 있다. 그러나 주요 마을 도로(및 부도)는 출퇴근 및 통학 시간 전에 제설차가 진입하기 때문에 일반적인 적설량으로 인해 불편을 겪을 일은 없다.
버스는 이전에는 젠탄버스(주)가 가미야쿠노역~다지토마치・데아이조 구간을 운행하고 있었으나 폐지되었다. 또한 교토교통(주)의 버스가 상지구: 이타니(다야), 나오미(사이야), 하지구: 하타(이마사토)~후쿠치야마 구간을 운행하고 있었으나, 노선 축소로 인해 현재는 시모야쿠노역까지만 운행하고 있다
고속도로, 자동차 전용도로는 지나지 않으며, 향후 계획에도 포함되지 않았다.
- 국도 제9호선
- 교토부도 제56호선
- 교토부도 제63호선
- 교토부도 제526호선
- 교토부도 제530호선
- 교토부도 제707호선